# Jack Scales

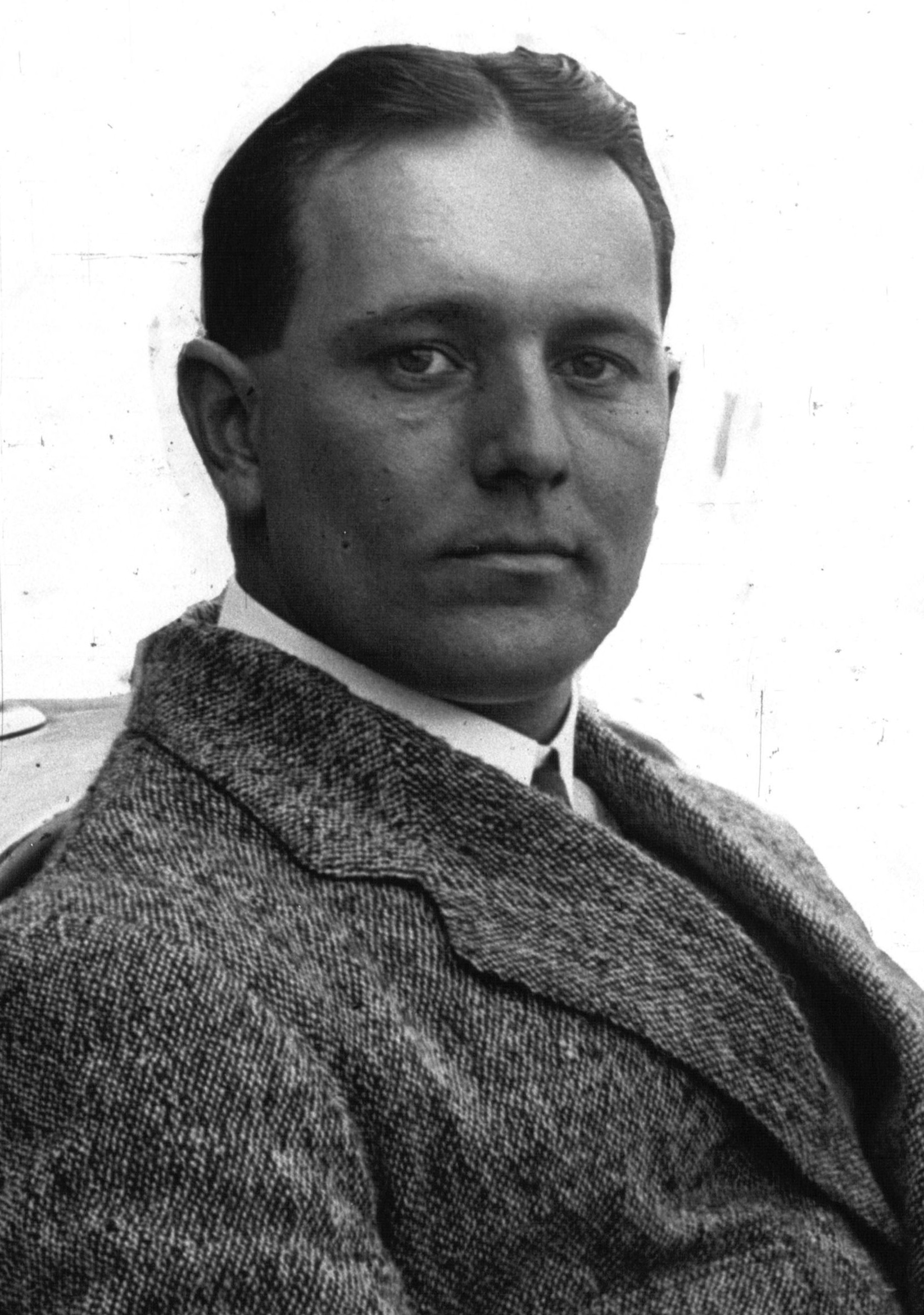
Scales beim Großen Preis von Frankreich 1914

John E. „Jack“ Scales (* 18. Februar 1886 in Leytonstone, London; † 23. Oktober 1962 in Surbiton, Surrey) war ein britischer Automobilrennfahrer.

## Werdegang
Scales startete vor dem Ersten Weltkrieg für Fiat. Für das Werksteam des italienischen Herstellers trat er zusammen mit Alessandro Cagno und Antonio Fagnano auf einem S57/14B beim Großen Preis von Frankreich 1914 an. Scales schied zusammen mit seinem Beifahrer Evasio Lampiano in der achten Runde des bei großer Hitze über 20 Umläufe und somit etwa 750 km führenden Grand Prix mit einem Schaden an der Kraftübertragung seines Wagens aus. Das Rennen, das im Nachhinein oft als der größte Grand Prix aller Zeiten bezeichnet wurde, endete mit einem Dreifachsieg der Mercedes-Piloten Christian Lautenschlager, Louis Wagner und Otto Salzer. Nur wenige Wochen später wurde ganz Europa vom Ersten Weltkrieg erfasst, womit der Große Preis von Frankreich 1914 heute auch als das Ende des „heroischen Zeitalters“ im Automobilsport gilt.
Nach Kriegsende startete Jack Scales u. a. auf einem 1,5-Liter Eric-Campbell bei der Targa Florio 1919 und fiel dabei aus. 1924 gewann er auf einem Talbot 70 den Grand Prix de l’Ouverture für Voiturettes auf dem Autodrome de Linas-Montlhéry. Die drei siegreichen Talbots kamen nach knapp zwei Stunden Fahrzeit innerhalb von Sekundenbruchteilen ins Ziel. Hinter Scales wurde Henry Segrave mit „einem Meter“ Rückstand Zweiter, Edmond Bourlier als Dritter hatte 0,2 Sekunden Rückstand.
Er war außerdem Reservefahrer für das Sunbeam-Team und Test- bzw. Entwicklungsfahrer für Talbot-Darracq. Später gründete er eine Werkstatt und ein Ingenieurbüro in London.
Jack Scales starb 1962 im Alter von 76 Jahren an einer Koronarthrombose.